# Neolecanium leucaenae
Neolecanium leucaenae är en insektsart som beskrevs av Cockerell 1903. Neolecanium leucaenae ingår i släktet Neolecanium och familjen skålsköldlöss. Inga underarter finns listade i Catalogue of Life.